# スクレ州
スクレ州（スクレしゅう、スペイン語: Estado Sucre、IPA: [esˈtaðo ˈsukɾe]）は、ベネズエラの州。州都はクマナである。
2019年時点で1万1800平方キロに109万1300人（推計）が暮らす。

## 隣接州
北：カリブ海沿岸沖にヌエバ・エスパルタ州がある。
東：ボカス・デル・ドラゴン海峡を挟んでトリニダード・トバゴのトリニダード島がある。
- モナガス州
- アンソアテギ州

## 下位行政区
この州は下記の15ムニシピオ（基礎自治体）から成る。括弧内は各ムニシピオの中心都市。
1. アンドレス・エロイ・ブランコ市（カサナイ）
2. アンドレス・マタ市（サン・ホセ・デ・アエロクアール）
3. アリスメンディ市（リオ・カリベ）
4. ベニテス市（エル・ピラル）
5. ベルムデス市（カルパノ）
6. ボリーバル市（マリギタール）
7. カヒガル市（ヤグアラパロ）
8. クルス・サルメロン・アコスタ市（アラヤ）
9. リベルタドール市（トゥナプイ）
10. マリーニョ市（イラパ）
11. メヒア市（サン・アントニオ・デル・ゴルフォ）

州内のムニシピオ

12. モンテス市（クマナコア）
13. リベロ市（カリアコ）
14. スクレ市（クマナ）
15. バルデス市（ギリア）